# Pseudocercospora protearum
Pseudocercospora protearum är en svampart som först beskrevs av Mordecai Cubitt Cooke, och fick sitt nu gällande namn av U. Braun & Crous 2002. Pseudocercospora protearum ingår i släktet Pseudocercospora och familjen Mycosphaerellaceae.   Inga underarter finns listade i Catalogue of Life.